# Bezirk Krumau
Der Bezirk Krumau (tschechisch Okresní hejtmanství Krumlov) war ein Politischer Bezirk im Königreich Böhmen in Österreich-Ungarn. Der Bezirk lag in Südböhmen im heutigen Jihočeský kraj (Okres Krumlov bzw. Okres Český Krumlov). Sitz der Bezirkshauptmannschaft war die Stadt Krumau (Krumlov).

## Geschichte
Die modernen, politischen Bezirke der Habsburgermonarchie wurden 1868 im Zuge der Trennung der politischen von der judikativen Verwaltung geschaffen.
Der Bezirk Krumau wurde 1868 aus den Gerichtsbezirken Krumau (tschechisch soudní okres Krumlov), Kalsching (Chvalšiny) und Oberplan (Planá) gebildet.
Die Einwohnerzahl des Bezirks Krumau belief sich 1869 auf 53.904 Personen. Der Bezirk umfasste ein Gebiet von 18,5 Quadratmeilen und 67 Gemeinden.
1900 wurden 59.881 Einwohner auf einer Fläche von 1056,80 km² in 75 Gemeinden gezählt.
Der Bezirk Krumau umfasste 1910 eine Fläche von 1056,80 km² und eine Bevölkerung von 61.068 Personen. Von den Einwohnern hatten 1910 45.161 Deutsch und 15.729 Tschechisch als Umgangssprache angegeben. Weiters lebten im Bezirk 178 Anderssprachige oder Staatsfremde. Die tschechischsprachige Bevölkerung lebte fast ausschließlich im Gerichtsbezirk Krumau, der gemischtsprachig besiedelt war. Die übrigen beiden Gerichtsbezirke waren hingegen fast ausschließlich von Deutschsprachigen bewohnt.
Der Bezirk bestand 1910 aus drei Gerichtsbezirken mit insgesamt 75 Gemeinden bzw. 96 Katastralgemeinden.
Das Gebiet war nach dem Ersten Weltkrieg der Tschechoslowakei zugeschlagen worden. 1939 erfolgte die Eingliederung als Landkreis Krummau mit 62 Gemeinden in den Reichsgau Oberdonau des Dritten Reiches. Nach Ende des Zweiten Weltkriegs wurde das Gebiet 1945 wieder der Tschechoslowakei übertragen und ist seit der Teilung der Tschechoslowakei 1993 ein Teil Tschechiens.

## Gemeinden
Der Bezirk Krumau umfasste Ende 1914 die 72 Gemeinden Berlau (Brloh pod Kletí), Schwarzbach (Černá v Pošumaví), Krumau (Krumlov), Chlum (Chlum), Kalsching (Chvalšiny), Dobrusch (Dobročkov), Unterbreitenstein (Dolní Třebonín), Unterwuldau (Dolní Vltavice), Hoschlowitz (Hašlovice), Honetschlag (Hodňov), Holubau (Holubov), Höritz (Hořice na Šumavě), Hörwitzl (Hořičky), Oberplan (Planá), Stuben (Hůrka), Ogfolderhaid (Jablonec), Johannesthal (Janův Důl), Kladen (Kladné), Krassau (Krasejovka), Krems (Křemže), Krenau (Křenove), Christianberg (Křišťanov), Křižowitz (Křížovice), Tisch (Ktiš), Sarau (Kyselov), Lobiesching (Lověšice), Irresdorf (Lštín), Maltschitz (Malčice), Mirkowitz (Mirkovice), Mitterzwinzen (Prostřední Svince), Plattetschlag (Mladoňov), Mojnej (Mojné), Mugrau (Mokrá), Mritsch (Mříč), Mutzgern (Muckov), Mauthstadt (Mýto), Perschetitz (Německá Brotice), Netrobitz (Netřebice), Neuofen (Nová Pec), Neudorf (Nová Ves), Andreasberg (Ondřejov u Kaplice), Opalitz (Opalice), Parkfried (Pargfried), Pernek (Pernek), Stögenwald (Pestřice), Planles (Plánička), Pohlen (Spolí), Priethal (Přídolí), Prisnitz (Přísečná), Roisching (Rojšín), Rojau (Rájov), Schöbersdorf (Šebanov), Teutschmannsdorf (Skláře), Lagau (Slavkov), Altspitzenberg (Starý Špičák), Tusset (Stožec), Richterhof (Střemily), Tritesch (Střítež), Tweras (Sveraz), Kirchschlag (Světlík), Schwiegrub (Svíba), Welleschin (Velešín), Großzmietsch (Velka Smědeč), Großdrossen (Velká Strašeň), Wettern (Větřní), Kriebaum (Vitěšovice), Sahorsch (Záhoří), Hintring (Záhvozdí), Zippendorf (Žestov), Goldenkron (Zlatá Koruna), Subschitz (Zubčice) und Glöckelberg (Zvonková).